# Australobolbus basedowi
Australobolbus basedowi är en skalbaggsart som beskrevs av Blackburn 1904. Australobolbus basedowi ingår i släktet Australobolbus och familjen Bolboceratidae. Inga underarter finns listade.